# 電視廣播有限公司相關爭議
電視廣播有限公司相關爭議指與電視廣播有限公司（無綫電視）有關的爭議。

## 節目及收視爭議

### 慣性收視
昔日無綫電視多年來的電視劇收視往往非常高以及劇情和演員人選廣受香港市民大眾歡迎，但自從2014年開始，收視卻較以往低落。原因是昔日實力派演員紛紛離巢、息影、移民，而新加盟的無綫電視演員在演技方面皆引起不少爭議及反響。加上王維基所辦的香港電視一度向無綫大量挖角，以及新電視台ViuTV及香港開電視的開辦，導致部分網民指出無綫電視近年所拍的電視劇在劇本和演員質素方面較差，因此有部分人也選擇收看香港開電視、ViuTV等電視頻道。由於長期缺乏有力的競爭，再加上觀看動畫為主的兒童年輕觀眾群及上年紀的人支持，不少人認為無綫已有一定的「慣性收視」。

### 誇大收視
無綫公佈的收視一直遭質疑有誇大的成份，2019年11月19日網民發起「全港熄電視」活動，務求令當晚無綫台慶活動的收視減少。無綫企業傳訊部之後聲稱當晚收看直播接近230萬觀眾，但有關數字遭到質疑，因每一點代表65,460觀眾，如換成收視率應該有35.1點，但無綫公佈的三日跨平台收視（包括重播）只有25.5點，傳媒就此向無綫查詢，對方回覆時只說公佈數字沒有錯誤，但未有進一步作出解釋。

### 節目質素下降
因为惯性收视，無綫電視近年制作的一些節目為人所詬病，包括被指低級趣味、胡鬧、抄襲和質素水平欠佳等。
2009年7月，香港電台節目《城市論壇》題目為探討免費電視節目質素事宜，其中一位嘉賓蕭若元說：「全世界只有無綫電視四十年來毫無寸進，他們的電視劇只有三種橋段，就是劇裡的男女多角戀（蕭稱之為「互界」）、爭產、家庭內鬨，如果無綫劇集可以脫離這三種橋段，我便不姓蕭」。
2009年8月，在廣管局舉辦的一個公聽會上，大部分意見認為無綫播放過多的劇集及飲食節目，要求擴闊節目種類。
另外，無綫電視不少過去曾取得高收視的劇集屢被翻拍或推出續集，例如2000年播出的《十月初五的月光》，至2021年以不同演員陣容翻拍，更與內地影視製作公司合作翻拍不少經典劇集，例如《溏心風暴3》、《宮心計2深宮計》、《再創世紀》、《使徒行者3》及《陀槍師姐2021》。
2014年開始每年均於翡翠台的黃金時段播出至少一套外購劇集；另外又不時推出已於海外播出的自製劇集。翡翠台於2019年的星期一至五20:30-21:30時段播出多達四套外購劇集（另有星期六晚亦曾播出兩套），而2020年亦於黃金時段播出逾三套外購劇集。2016年起部分於星期一至五晚播出的外購劇集更採用週末晚上連播兩集的播放模式。其中2019年上半年更達到20:30時段連續播出三套非自製劇集（一套邵氏外判劇和兩套外購中國大陸劇）的高峰，直至該年6月24日至11月15日該時段才播出自製劇集。
此外於2020年起有網民發現無綫偶爾會於周末播出與香港警務處共同製作的紀錄片，以及無綫亦製作及播出了更多警匪懸疑題材劇集，例如《機場特警》、《飛虎之雷霆極戰》及《使徒行者3》。

### 涉嫌抄襲
無綫電視曾有節目被指涉嫌抄襲。
- 2009年7月19日首播的綜藝歌唱比賽節目《超級巨聲》被網民指抄襲台灣的《超級星光大道》，包括主持人、評委、賽制、節目名稱等方面都類同[5]。
- 2010年5月24日，劇集《談情說案》被網友指內容劇情是抄襲日本劇集《神探伽俐略》。
- 2013年6月，《超級無敵獎門人 終極篇》被指其中多个遊戲項目皆是抄襲自韓國人氣節目《Running Man》。
- 2015年，綜藝節目《今晚睇李》被指抄襲外國綜藝節目，劣評如潮。蘋果日報指出節目格式在佈景、內容、環節、Live Band、片頭、標誌、語調等方面，都有抄襲美國的深夜清談節目《The Tonight Show》、《Late Night（英语：Late Night (NBC)）》、《Late Show（英语：Late Show (CBS TV series)）》、《Jimmy Kimmel Live》之嫌。
- 2021年5月24日在「See See TVB」外判網絡平台首播《3日2夜》節目內容剪輯部分及《姐姐郊遊遊》標題被指抄襲《ERROR自肥企画》及《美女郊遊遊》[6]。該頻道以二次創作與惡搞作招徠。
- 2021年6月14日首播的《死因有可疑》被指與ViuTV同日同時段首播的同類型綜藝真人騷節目《嫌疑事件簿》內容相似，又有指是兩台史上最正面的對撼[7]。類似節目起源於韓國，及後中國內地亦有製作類似節目，由於《嫌》早於1月就籌備拍攝，但《死》卻是5月末才趕急製作，因此普遍認為是無綫跟風[8]。而《死》因為製作質素讓觀眾失望，在播出期間劣評如潮。

### 壟斷資源及一台獨大
有評論指由於亞洲電視長期管理不善，加上無綫電視壟斷大部份資源，引致現在一台獨大的局面。雖然2016年起ViuTV及奇妙電視（現稱HOY TV）先後加入，但兩台不論製作規模及行業模式均不及無綫。例如無綫有充足資源維持黃金時段播映三線自製劇，其他商營電視台在同時段卻集中播映外購劇；ViuTV雖一直斷斷續續地有自製劇集播出，但該台劇集的製作量並不足以填滿一個時段，相關時段有時仍需播出外購韓劇或暫時改為綜藝節目時段以填補時間，此外HOY TV更只播放外購劇集；另外，無綫有較多附屬部門及受僱員工，其餘電視台則多數採取外判形式，因此ViuTV及奇妙電視並未能對無綫構成有力競爭。
2020年下半年起ViuTV製作的部分節目引起部分觀眾留意，而無綫同時段播映的節目收視亦曾不同程度的下跌，算是使無綫「一台獨大」的氣勢被削弱，但無綫在配音節目方面的不論收視及製作質素相較其他免費電視台或網絡OTT平台的外判配音製作仍有壓倒性優勢，更使到其他免費電視台接替無綫播出的續集在港普及程度有不同程度的下滑、OTT平台的粵語配音歐美劇集和電影愈見萎縮及於2021年上半年主動為日本動畫提供粵語配音的局面曇花一現（現時只有動畫《鬼滅之刃》系列能與無綫匹敵，其他節目的迴響極為慘淡，尤其曾於無綫電視播出的同系列節目），故無綫在香港粵語配音節目市場「一台獨大」的情形依然嚴重。
2009年7月14日，廣管局舉行公聽會期間，其中一位出席市民蕭若元舉例指出無綫電視壟斷，如無綫電視與全香港的歌星簽約，但這些歌星沒有薪酬，出席節目每次只獲最多300元的「車馬費」；歌星不可以在其它電視台節目亮相，而接受其它電視台的訪問不可以用粵語回答、一律要說國語等等。2013年9月19日，通訊事務管理局裁定無綫電視與藝人及歌手簽定的「部頭合約」條款違反競爭行為，剝削他們現身其他電視台的機會，罰款90萬元，並要求無綫電視於三個月內取消藝人和歌手的不平等合約條款。
2009年11月8日，香港電台節目《鏗鏘集》題目為《電視已死？》，探討香港的電視傳播事業；節目提及，香港公民社會意識愈來愈強、社會亦愈來愈多元化，隨著電視一同成長的中產亦批評電視無進步而放棄觀看；昔日電視製作人周梁淑怡及余詠珊於節目內表示，無綫電視一台獨大下，電視生態如一潭死水，無再培育下一代人才，曾經帶動週邊地方電視發展的香港電視再不重要，快被淹沒於洪流中，電視市場立即全面開放是一件刻不容緩的事情。

### 2012年香港小姐競選失誤
2012年8月26日舉行之香港小姐選舉決賽本以「一人一票選港姐」作招來，不過正值全港市民投票的十分鐘內，其雲端伺服器癱瘓，投票取消並改由電視台評判選出港姐。
主持人宣佈此情況後，在場人士報以「噓」聲表達不滿，Facebook上亦隨即出現對此舉不滿的群組，亦被指此為「假民主」。
原本投票抽獎獎品Mini Cooper名車並未有正式處理方法，電視廣播有限公司將會於8月27日東張西望時段內公佈獎品處理方法。電視廣播有限公司已公佈將於2012年9月2日晚上10時30分於J2播出的《太陽計劃2012-展翅青見夢飛行》節目中舉行的「2012香港小姐　全民參與獎名車」環節中送出。
據商業電台雷霆881《在晴朗的一天出發》，綜藝科經理余詠珊事前曾於明報周刊訪問中表示，投票系統花費數十萬，能容納50-100萬人在12分鐘內投票，合作研發的微軟公司更稱系統每10秒能容納逾4000人，而當晚投票人數為80萬。

### 歷史錯誤
TVB在其製作的二戰70周年紀念的新聞節目，用歷史片段輔以動畫解說卻頻頻出現明顯錯誤，無線電視節目《星期日檔案》的《抗戰印記七十年》系列的最新一集“誓保河山”中，當提及1938年的“台兒莊戰役”及1938年的“武漢會戰”的作戰情況時，代表中國軍隊的圖像卻出現了1949年才定案的五星旗抗日荒謬情節，而非當時執政中華民國的“青天白日滿地紅旗”，另外共軍主要部屬在東北，常理上也無法參與中原的戰鬥。不少觀眾發現TVB而紛紛向通訊局打電話投訴，通訊事務管理局指，截至24日5時一共收到620個篡改歷史之嫌相關投訴，稱節目錯誤使用五星紅旗。TVB新聞部已經就事件以黑底白字的更正聲明作出回應，內容指：“新聞及資訊部公共事務科製作的《星期日檔案》於8月23日播出的抗戰印記七十年 - 誓保河山一集，以視訊效果製作的地圖描述‘台兒莊大捷’、‘武漢會戰’及‘遠征軍反攻’時，錯誤地以五星旗代表國民政府軍隊的旗幟，有關動畫已重新製作，並上載至公司網絡平台。對於今次出錯，本節目深表歉意。”

### myTV SUPER《僱傭妻子》新春特別篇臨時取消上架
一直與日本電視台TBS關係緊密，長期以來都買下TBS日劇海外（香港播放）版權的TVB，曾經播放日劇《僱傭妻子》，通常會一如既往購買剛剛播映的特別篇或續集版權，但竟然會臨時取消把節目上架，有多間報章娛樂版報導是次舉動。雖然有觀眾留意到TVB已將新年特別篇的上架宣傳橫額放上點播平台，但後來卻發現橫額無故消失，有觀眾在2021年1月1日的myTV SUPER Facebook一條關於宣傳《孤獨的美食家》的帖子詢問TVB會否購買「僱傭妻子」的香港播放權。myTV SUPER主編當時回答未有播放上述節目的安排。然後再有觀眾將myTV SUPER網頁，一張包含新年特別篇的上架宣傳橫額截圖上傳作證據。更有另一位觀眾在翡翠台看到有廣告宣傳會播放特別篇，討論的再下方更有觀眾反問此舉是否為自我審查。最後myTV SUPER主編再度回覆，指由於myTV SUPER的節目會不時更新並未有《僱傭妻子-特別篇》的播放安排，因此揭發臨時取消播映事件。

### 接連取消多個長壽節目
2018年7月，無綫電視解散體育組，播映逾38年的《體育世界》停播，同時段曾改為重播節目，2019年12月7日起該時段播映《#一屋後生仔》。
2019年6月，無綫新聞被指報道明顯偏袒香港政府、建制派及香港警察一方而受抵制廣告浪潮影響，不少廣告商紛紛撤回廣告。2019年7月底停播J2長壽外購音樂節目《Music Station》及《K-Pop》。無綫電視為保住業績，除解僱350幕後員工，於同年年底起更停播多個自製長壽節目，包括《文化廣場》、《Big Boys Club》、《今日VIP》、《開心老友記》等。此舉勢必增加重播時段並減少旗下藝人出鏡機會，亦令播出節目種類進一步收窄，上述節目原播映時段被改為播映其他節目，當中《今日VIP》時段更於2020年1月13日至7月17日期間改為週末黃金時段綜藝節目的重播時段，2020年7月20日起播放綜藝節目《姊妹淘》（一度於2020年5月8日至同年7月17日暫停播出）。2021年7月，長壽節目《姊妹淘》將會停播，根據《香港01》指出，是首席創意官王祖藍認為該節目內容沉悶及收視低迷，而作出相關決定。

### 開台以來首次不轉播奧斯卡頒獎禮
2021年3月29日，《英文虎報》報道無綫電視自1969年首次轉播奧斯卡頒獎典禮52年以來，首次不轉播第93屆奧斯卡金像獎，稱「純粹商業決定」，也表明沒有售賣轉播權給其他香港本地電視台。立場新聞認為，可能與2021年奧斯卡入圍片單包括香港反修例運動紀錄片《Do Not Split》（不割席），入選奧斯卡最佳紀錄短片，以及美國華裔導演趙婷憑《浪跡天地》獲提名角逐最佳導演有關，並稱「避免再出現1993年支持西藏獨立運動的美國影星李察·基爾在頒獎典禮上批評中國以武力統治與侵犯西藏人權的情況」。

### 被指侮辱香港政治人物
2021年4月11日TVB新節目《開心大綜藝》王祖藍扮演特首林鄭月娥，取名「無綫特別堆填區行政長官藍太」，亦模仿衛生署衛生防護中心傳染病處主任張竹君以及香港醫學教授袁國勇。通訊事務管理局收到約250宗投訴，主要認為内容「低俗」或具「侮辱成份」。4月19日，《開心大綜藝》被網民批評節目太悶，環節太老土，王祖藍決定永久離開《開心大綜藝》。及後節目亦於該年6月20日晚播出最後一集便腰斬。

### 俄烏戰爭被指親烏後停播
2024年11月播出的台慶資訊節目《戰場上》關於俄烏戰爭的首兩集播出後，被一些網民強烈批評立場偏頗，只側重烏克蘭方的觀點，未有採訪俄羅斯方，來自親中群組「Save HK」的網民聲音最受注意，他們指節目「散播烏克蘭是戰爭受害者」的訊息，要求中止節目；節目片尾被發現鳴謝United24，該平台是烏克蘭政府為籌募戰時資金而設立；有網民呼籲向監管電視台的通訊事務管理局投訴，無綫電視及黎芷珊的社交平台專頁亦遭到網民留言指責。此外，亦有觀眾批評旁白經常採用問句，諸如為何要殺戮、為何要打仗，這些問句純屬煽情，節目沒有提出答案。
批評聲音出現後，適逢2024年美國總統選舉完結，無綫安排於11月6日（星期三）及7日（星期四）《戰場上》的原定時段，播放有關美國總統選舉的特備節目《重掌白宮》，《戰場上》停播，被腰斬的傳聞隨此消息傳開，但一時之間仍未能肯定是否因應《特朗普重掌白宮》的臨時調動。據11月7日晚間前的傳媒報道，無綫官方網站上介紹此節目的文章已被刪除，而其OTT平台 myTV SUPER亦搜尋不到此節目，黎芷珊的Facebook專頁亦已刪除宣傳節目的文章，但在11月8日（星期五）及下一星期的電視節目表上仍有此節目，當日無綫及黎芷珊都未有對傳媒的查詢作出回應。11月7日晚，電視節目表終被修改，11月8日同一時段的節目也改為《特朗普重掌白宮》，而下一星期則改為王祖藍主持的旅遊節目《一條麻甩在汕頭》。

## 對員工及業界的爭議

### 一度規定藝人和歌手禁用廣東話訪問
到2013年9月19日，通訊事務管理局發表調查報告，裁定無綫濫用市場支配優勢，從事反競爭行為違反《廣播條例》第13及14條，判罰90萬元。局方同時要求無綫即時停止「獨家合約」規定，包括禁止非全職合約藝人和歌手不可在其他電視台使用原聲和宣傳，及禁用廣東話等。同時要求無綫在3個月內中止違規合約條款及兩周內通知受影響歌手及藝員。通訊局主席何沛謙指出，無綫的獨家合約條文是剝削藝員及歌手的曝光機會，同時令對手製作成本增加。而他更指出部分唱片公司承認有關合約條文是「不明文規定」，歌手會因為違反而遭「封殺」。
到同年10月3日，無綫發表聲明，聲稱從來無禁止合約藝員及歌手「不可使用廣東話」，更指他們在其他電視台亮相時可按個別情況，自由選擇任何語言。歌手容祖兒指說普通話是按照唱片公司指示。

### 員工被長期剝削
多年來，因無綫電視一台獨大，無綫經常被揭刻薄員工，長期給予「超低工資，超長工時」，劇集流水作業式製作，上午拍外景，晚上拍廠景（俗稱「一日兩組」）更成慣例，幕前幕後人員皆要不分晝夜地工作，賺取微薄的底薪。2010年1月，工會更發起名為「紅衫行動」的工業行動，要求無綫電視加薪5%，指在2005年至2009年6月期間，公司累積盈利達50.26億，應與員工分享成果。2011年初，無綫電視鬧「藝人離巢潮」，藝人佘詩曼、林保怡、陳鍵鋒、廖碧兒等紛紛傳出不再與無綫續約或改簽部頭合約的消息，而陳鍵鋒更在有線電視訪問中直言多年來不獲加薪，而一線藝人的薪酬也不過是每集電視劇2至3萬港元。同年5月初，香港實施最低工資，揭發臨時演員多年被壓價，時薪只有10港元，遠低於28港元的最低工資水平，引發臨時演員集體罷工。

### TVB前編審向無綫追討10萬元稿費
曾參與《蓋世豪俠》、《巾幗梟雄之諜血長天》及《神探高倫布》等劇的無綫前資深編審葉廣蔭，2014年3月5日勞資審裁處向無綫追討10萬元稿費，並「大爆」遭女上司出言性騷擾及侮辱，又因公司人手緊絀，要他「挨義氣」替編劇學員當「槍手」免費工作。葉不甘受辱，聲言為追尋公義才提出申索。而無綫則指他突然辭職提早離開，向他反追討代通知金等12萬多元，雙方暫時未能和解，待案件聆訊，屆時或將傳召李添勝及無綫高層區偉林等人。

### 與香港音像聯盟決裂
2009年12月，無綫電視與香港音像聯盟（HKRIA）旗下唱片公司（包括：環球唱片、華納唱片、Sony Music、EMI及2010年末加入的BMA），因為歌曲播放版權費問題談判不成而鬧翻，這幾間公司決定不再給旗下歌手出席無綫電視的所有節目，且開始指示旗下歌手以粵語接受其他電視台的訪問。無綫電視則反封殺四大唱片公司的歌手，其後舉行的十大勁歌金曲頒獎典禮，該四大唱片公司的歌手沒有得到任何獎項，其評審制度的公平性因而受到質疑。
該事件在2012年陳國強接手無綫電視後，由於陳國強與“四大公司”關係密切，事情得以解決，雙方最後得以和解。而四大公司也繼續與無綫電視合作，如其旗下的歌手也有參與2012年香港小姐競選決賽作嘉賓以及合作舉辦《翡翠歌星紅白闘》的類似節目。惟近年四大公司及其他電視台歌手的歌曲再次完全無法登上「勁歌金榜」，公信力相當低。
雖然版稅問題已經解決，但因版稅問題而衍生出的其他問題仍然未獲得解決，如HKRIA旗下歌手必須要簽備忘錄才能參與勁歌金曲頒獎典禮。環球、華納及Sony堅決不肯簽備忘錄，以致HKRIA旗下歌手已經多年來未參與過勁歌金曲頒獎典禮。2016年更因為歌曲使用權的爭議而與環球再次反目，旗下歌手再次絕跡無綫節目，當中環球更因此轉而與無綫主要競爭對手ViuTV合作。直至2021年2月，無綫電視正式與音像協會成功斡旋，HKRIA旗下唱片公司與無綫電視恢復合作關係，才表示版權風波正式告一段落，而這些唱片公司的旗下歌手亦可自由地於不同廣播機構亮相及使用粵語受訪。

### 前助理導演出書大爆「TVB血淚屎」
2014年4月，前TVB助理導演（Production Assistant，簡稱PA）出書《TVB血淚屎》披露TVB內部的血汗工廠事實以及PA的艱辛歷程，並批評包括林峯、吳卓羲等藝人。隨即惹來無綫電視高層梁乃鵬以及王晶等人的反駁。事件最終不了了之。

### 高層鬥爭及「余黨」當權
2011年12月，因前無綫電視總經理陳志雲離任，余詠珊再度回巢，接替何麗全離任一年多後一直空缺的非戲劇製作總監一職。余詠珊回巢無綫後，深得無綫最大股東「殼王」陳國強的信任，打破了樂易玲與曾勵珍多年爭權的局面，致使這兩者的勢力已經逐步瓦解。一眾前亞視及有線藝人，如萬綺雯、田蕊妮、黃翠如、洪永城等人得以提拔，晉升為一線小生花旦，但這些藝人的個人操守和演技備受爭議和批評。而屬曾、樂派系等舊將不是改簽部頭形式合作，就是離巢北上或到海外發展，甚或被迫或自願離巢（有傳是因為這些藝人演藝風格不迎合余黨旗下藝人和雙方政治立場相左而致）。這期間開始有不少報章對余詠珊的報導，亦引發外界對“余詠珊派系”的質疑。余詠珊在位期間，無綫的綜藝節目質素不斷下降，被大部分網民批評節目內容了無新意，甚至抄襲。另外，余詠珊的丈夫、資深音樂人何哲圖在妻子回巢TVB後，於2013年成立星夢娛樂，重用“巨聲幫”、“星夢幫”和原星煥國際旗下歌手。原本與TVB合作愉快的英皇娛樂則受到冷落，轉而交惡，歌手均拒絕與TVB續歌星約。而TVB與四大唱片公司的關係在HKRIA版權風波尚未正常化。即使在星夢娛樂亦只是重點捧某一位歌手，旗下歌手多數被冷落或星夢的理念與該歌手不符（如許廷鏗）。所以旗下歌手通常很遲才出專輯或EP，而且旗下歌手通常只是主打唱劇集歌曲，較少有非劇集歌曲。這一點與星夢成立前劇集歌曲找其他公司歌手主唱不同，亦因此令其他公司與無綫鬧翻，及星夢歌手覺得發展有限因而意興闌珊然後離巢。
余詠珊在任期間，無綫的音樂節目形象更為低落。雖然在2017年起推出的《流行經典50年》引起不少迴響，但該節目基本上都是唱懷舊歌為主，更會出現同一首懷舊曲多年來多次「翻兜」卻只是更換演唱歌手的情況，到2019年起情況更為明顯和惡化。反觀ViuTV自2019年10月起於同時段推出音樂節目《Chill Club》，而節目基本上找年輕歌手兼唱新歌，瞬間令翡翠台該時段的節目完敗給ViuTV。林一峰曾經在同一個晚上同時亮相《流行經典50年》和《Chill Club》，林一峰在《流行經典50年》唱90年代的歌曲，而在《Chill Club》則唱較新的歌曲，甚至會唱自己歌曲，年輕的觀眾普遍接受後者。
值得一提的是，在2013年尾的《萬千星輝頒獎典禮》中，不少獲獎的無綫電視藝人都公開感謝余詠珊（Sandy）的支持與提攜。其中憑劇集《巨輪》榮獲“雙料視后”的前亞視藝人田蕊妮，之後更重返樂壇，出新專輯，每年亦有拍攝新劇集，2015年再憑劇集《鬼同你OT》，與同劇另一女主角胡定欣在馬來西亞頒獎典禮中“平分”視后。有指田蕊妮與現任無綫電視助理總經理余詠珊關係密切，而事實上田蕊妮亦是余詠珊入主亞視期間提攜及捧紅的“亞視花旦”之一，因而被歸為“余詠珊派系”被極力捧的亞視幫成員，《巨輪》亦被視為“余詠珊派系”大勝及逐步當政的一大轉折點。
由於在2015年4月亞洲電視不獲政府續牌，所以在新馬季直播將會轉由無綫接棒。余詠珊及其愛將杜之克在沒有咨詢觀眾的情況下將賽馬直播安排在J2播映。由於J2的觀眾群是年輕人，所以此舉被指是鼓吹年輕人賭博。通訊及事務管理局亦收了不少投訴，但余詠珊和杜之克完全無視觀眾的意見和聲音。直至C君入主J2及賽馬由2022年9月起改在無綫財經 體育 資訊台直播才平息民憤。
2015年12月，《蘋果日報》披露余詠珊向節目《東張西望》一班舊主持“開刀”，換入從有線過檔的李潤庭、陳貝兒及林溥來接替主持，舊主持黎芷珊、陳倩揚、麥雅緻、林映輝和蓋世寶等全被調離，是繼2014年年底《放學ICU》變革之後，余詠珊又一次玩改朝換代的遊戲，但不少網民稱這個所謂的「改革」新不如舊。
曾志偉於2021年2月回歸無綫電視，擔任綜藝、音樂製作和節目副總經理後，外界盛傳與他不和的余詠珊一眾人馬遭到削權清剿，最終導致她於同年4月30日離職。另外大股東黎瑞剛公開批評無綫後，董事局要求執行副主席及集團行政總裁李寶安主動提出5月26日股東會後退休。原本屬於「余黨」班底的副總經理杜之克仍然在任，但事後於6月遞辭職信，並於9月2日離職，象徵着「余黨」當權的局面正式結束。
隨着「余黨」高層瓦解，音樂節目《流行經典50年》、兒童節目《Think Big天地》及J2清談節目《後生仔傾吓偈》先後結束播映。

### 被指不再聽取觀眾意見
無綫電視自1991年起，會舉辦「觀眾意見智囊團」收集觀眾對電視節目安排的意見，亦代表電視台以開放透明的態度面向觀眾。但舉辦2018年3月「觀眾意見智囊團」後，同年7月卻發生解僱潮，先後裁減幕後員工、解散體育組及不與4名配音藝員續約；以及取消所有外購節目的優先粵語配音點播、其片尾節目表不再出現香港幕後人員名單等，更不斷向動畫時段開刀至今及由2020年起取消動畫部分的節目巡禮。其後數年再沒舉辦「觀眾意見智囊團」，被視為大倒退，不再聽取觀眾意見，與其他兩個電視台的封閉式節目安排無異。直到首席創意官（創意總監）王祖藍上任後表明會恢復更多有關粵語配音的時段，加上最後一名舊高層人員班底的時任副總經理杜之克宣佈離任，封閉形象及與觀眾敵對的局面正式瓦解。

## 對新聞報道及方針的爭議

### 《電視牌照風雲》報道偏頗收逾兩萬投訴
2013年11月5日《東張西望》報道免費電視牌照風波，節目播出後有網民發起集體向通訊事務管理局投訴節目違反傳媒持平原則，以及有誤導市民之嫌。通訊事務管理局一共接到過逾25,000個電郵投訴。無綫電視則收到22個投訴，內容包括「不夠全面」及「有點偏頗」，以及八個讚賞，指報導「客觀持平」，「能讓觀眾多了解電視牌照風波的前後發展」。通訊局於2014年5月裁定投訴成立，判罰款5萬元。

### 拒絕壹傳媒採訪
無綫電視於2013年11月底發聲明，表示把壹傳媒列為「不受歡迎媒體」，並禁止壹傳媒記者採訪其旗下藝人、活動以及進入電視城。聲明指蘋果日報及動新聞「趁着無綫電視台慶，展開狙擊和抹黑，歇斯底里的謾罵，更呼籲全港熄機行動，製造白色恐怖」。時任壹傳媒主席黎智英亦明言表示與無綫各行各路，否則只會出現逃亡浪潮，「歡迎封殺，繼續封殺，多謝封殺，永遠封殺」。
自從黎智英退任主席、曾志偉掌權及余詠珊離開無綫後，雖然壹傳媒直至停刊仍未能進入電視城採訪，但其報章批評無綫的力度較以往輕，兩者關係明顯稍有改善。

### 高層要求刪除「暗角七警」拳打腳踢報道及對記者「秋後算帳」
無綫新聞憑2014年10月15日雨傘運動期間、7名警察涉嫌暗角毆打示威者的報道，獲得第55屆蒙地卡羅國際電視節最佳新聞報道奬。當天一次警方清場行動中，七名警察將示威者、公民黨的曾健超拉到暗角後拳打腳踢，被無綫新聞記者拍下影片。雖然新聞部員工起初依照影片內容，以「一名示威者雙手被綁上索帶，由六名警員帶走。警員將他抬起，帶到添馬公園一個暗角位，將他放在地上，對他拳打腳踢。其間兩名警員離開，留下的警員繼續再用腳踢示威者……過程歷時近四分鐘。」旁白形容事件，但是後來再次播出的版本，管理高層指示刪走有關字句，引發採訪主任、主播及記者發表聯署聲明表達不滿，質疑是干預新聞自由和記者獨立採訪。然而，報導這則新聞助理採訪主任何永康還是被降職為首席資料蒐集員。這次領獎，亦是被指支持刪走有關旁述的新聞部經理上台。有意見認為讓拍下及曝光影片的何永康才理應獲獎。

### 習近平訪港期間《頭條新聞》節目被抽起
2017年6月30日，無綫原定傍晚在翡翠台播放的港台節目《頭條新聞》突然抽起。改播國家領導人習近平總書記視察香港片段及風水節目《順峰順水》。港台表示在節目播出前8分鐘突然收到無綫電話，指稱「新聞部」有突發新聞，要求港台節目讓路。無綫6時24分向港台發出電郵，要求港台同意轉換節目時段。不過最後未有播出突發新聞，只播放習近平訪港片段和風水節目。《頭條新聞》延至深夜12時半於J5頻道播出。
香港電台機構傳訊總監伍曼儀指，沒有簽署接受節目調動的文件，並向無綫投訴和要求解釋，對事件感到awfully displeased（非常不滿）。通訊局在7月4日已收到133宗相關投訴。
無綫在7月5日下午以逾700字回覆港台，表明習近平總書記首次以中共領導人身分訪港是重大新聞。指出「由於講話全文不足15分鐘，只好以一些備用節目(《順峰順水》) 去填補剩餘時段」。反駁香港電台傳訊總監伍曼儀罔顧事實，「如伍女士認為國家主席對香港各界人士講話全文不是新聞，或不及《頭條新聞》重要，乃罔顧事實，亦不是專業新聞或廣播人應有的說話」。最後指出播放港台節目是「歷史遺留」，至今已經不合時宜，應盡快終止這安排。
2017年10月30日，通訊事務管理局裁定，無綫抽掉港台節目《頭條新聞》，違反指示，並發出強烈勸諭。
2017年11月7日，商務及經濟發展局局長表示免費電視使用大氣電波頻譜，不須繳付頻譜使用費，有責任按條款，執行牌照規定，播放港台節目，無綫在2015年續牌時接受。
2018年2月20日，商務及經濟發展局常任秘書長主動提及，免費電視台佔用的大氣電波，是非常珍貴的公眾資源，免費電視台要肩負獨特的社會責任，要播放港台節目，才會「一毫子嘅頻譜使用費都唔使畀」（一毛錢頻譜使用費都不用付出）。

### 因不利政府多個香港電台電視節目被停播
香港電台電視節目屢屢揭露對政府不利的資訊，由2017年開始，多個香港電台電視節目陆陆续续被無綫停播，如《左右紅藍綠》（原时段改為播放由無綫製作的《時事通識》）、《城市論壇》、《時事摘錄》和英文版《警訊》 (Police Report) 等節目。有立法會議員擔憂港台節目會被「陰乾」。被無綫停播的節目仍於港台的自家頻道播放。

### 解散體育組
由於無綫電視的競爭對手Now TV成功奪得2018年國際足協世界盃香港獨家轉播權，無綫由於過去曾經在轉播2014年世界盃及2016年奧運錄得巨額虧損而沒有參與是次播映協調，故無綫無法全程直播任何賽事並在同年7月因節約資源決定解散體育組，連帶經典體育節目《體育世界》亦告停播，於2018年7月7日中午12點播最後一集，最後一集訪問嘉賓是足球員徐宏傑，並於結束時展示38年來歷代主持陣容。另外，myTV SUPER的體育台於2018年8月15日停播。
由於事件發生期間正值世界盃，網民對此大惑不解，並斥目前大部分電視台均靠體育賽事提高收視，而無綫竟反其道而行直接解散體育組。更有網民留言指即使是當時後期的亞洲電視亦沒有想過放棄體育節目，但無綫竟無視競爭對手香港電視娛樂，只按平時安排的節目播映。結果安排的節目不足以衝擊到對手直播世界盃的收視，矚目大戰直播（如有英格蘭足球代表隊的賽事時）期間令無綫黃金時段的收視幾乎低見單位數，連一向有高收視的處境劇《愛·回家之開心速遞》更曾跌穿20點。而決賽當晚無綫更只安排播出2016年的電影《使徒行者》以及將原定重播劇集《刑事偵緝檔案IV》改為連續播映兩集。
隨著體育組的解散，無綫旗下的myTV SUPER亦於此時宣佈不再與beIN Sports續約，從而令beIN Sports轉而與Now TV合作。可能怕再次流失大部分觀眾，無綫於2019年3月宣佈於2019年4月1日推出myTV GOLD的同時亦宣佈重新與beIN Sports合作。之後更宣佈部分足球聯賽賽事（包括歐聯和歐霸等）更會於85台無綫財經資訊台免費直播。自此才逐漸挽回無綫的人氣。由於2021年的東京奧運會由政府出資購入版權供電視台轉播，加上高層人員更替並改變節目方針，無綫因此隆重其事舉行大規模記者招待會以挽回觀眾的信心。
於東奧期間，雖然無綫撥出最多時間直播體育賽事，但由於大部分評述員或記者均非專業人員，因此發生多宗評述員或記者失儀的事件而遭到大量網民及觀眾譴責，可見解散體育組後直接導致體育新聞報導水平參差不齊，結果無綫未能在此一役大舉挽回觀眾信心。

### 惡搞及影射競爭對手藝人事件
無綫電視為了2021年4月開始的綜藝節目大改革，於該年3月24日在電視城舉行「超級綜藝 隆重登場」大型記者會介紹無綫的最新綜藝節目陣容。
節目主持之一鄧智堅即場示範扮演ViuTV旗下男子組合MIRROR的成員之一姜濤，以戲仿形式跳唱《蒙著嘴說愛你》及模仿早前姜濤為麥當勞代言的廣告急口令。另外幾位主持馮盈盈、林盛斌及麥美恩、江美儀等人亦為營造氣氛亦作出不同反應，當中馮更揚言要將鄧「打到變薑蓉」。
有關片段被上傳的初期並未引起迴響。惟數天後該片段突然被公開，隨即引起大量姜濤粉絲（即「姜糖」）及部分ViuTV支持者以至一般觀眾極度不滿，並到有關無綫藝人的社交平台進行洗版攻擊，指無綫電視醜化姜濤，又指無綫妒忌ViuTV節目較多年輕人收看而作出這種「難看的低級趣味」，引發連場公關災難，而涉事的無綫藝人亦於其個人社交平台發表道歉聲明，指如引起觀眾不滿，將會自我反省及檢討。
隨後在MIRROR演唱會記者會上，姜濤接受道歉並表示並未有為事件感到難受，認為是次戲仿事件只屬小事，反而是因為自己多人認識而感到高興，並指涉事的無綫藝人毋需道歉，又為粉絲的激動行為致歉，獲粉絲大讚「大方得體」，而其餘MIRROR成員亦笑指為何無綫只有戲仿姜濤而不一併戲仿其他成員。其經理人黃慧君（花姐）亦指表演好看與否純屬個人看法，也很高興無綫留意ViuTV的動向。亦有部分網民認為，該事件之所以引起觀眾反感是因為背後幾位主持為氣氛而作出的誇張反應，而未必是因為扮演姜濤一事的本身。
2021年年中開始，無綫播映的處境喜劇《愛·回家之開心速遞》新增了一個固定角色「蔥頭」（丘梓謙飾），劇中「蔥頭」也是當紅男歌手，該角色的行為舉止被指與姜濤雷同，導致「蔥頭」在每次出場時均會遭受部分姜濤粉絲的批評。而在「蔥頭」一角登場初期時更曾有觀眾及疑似是姜濤粉絲的人士到丘梓謙的社交平台中洗版攻擊，但亦有丘梓謙的粉絲為其平反。而上述各項影射競爭對手藝人的行為，令無綫電視的形象進一步下跌，與觀眾的關係亦進一步惡化。

### 公然取笑競爭對手收視及節目取向
無綫電視綜藝節目《開心大綜藝》於2021年4月11日晚上首播。無綫電視副總經理曾志偉在節目拜神儀式中接受傳媒訪問時被問到對新節目收視率問題時，曾表示對收視並沒有擔憂，最重要是挽回觀眾對無綫節目的信心，其後曾指翡翠台的目標觀眾是全華人觀眾，又稱ViuTV收視只有不足4點及節目較另類，例如《最後一屆口罩小姐選舉》，而收視方面亦只能與J2相比。話雖如此，但曾只剛剛任職管理層不久卻能一語道破ViuTV的定位及J2應有的節目質素，呼應當年時任節目部總監何冠中接受經濟日報專訪的內容，而當年何指出原有電視群眾總有一天會逐漸老化，所以需要有另類節目照顧被遺忘的新一批年輕觀眾，事實是無綫電視過去6年由余杜兩人（參見前述）一直採取與年輕人對抗的節目安排以致僅餘的忠實年輕觀眾都趕走，而杜之克宣布離職前夕於2021年6月至9月一度全面取消J2首播動畫時段更令無綫一直聲稱的「年輕人大多數觀看TVB」的説法名存實亡。
而當晚曾志偉的言論引起ViuTV旗下組合ERROR成員郭嘉駿（193）在《最後一屆口罩小姐選舉》總決賽當晚及其他場合接受傳媒訪問時反擊，更直指「J2係咩？冇記錯係咪40幾歲仲話後生仔傾偈嗰個？」（J2是什麼？沒有記錯的話是否年過40仍然聲稱年輕人的清談節目？），該回應被指不點名揶揄陸浩明；並諷刺無綫電視的收視只有數百部電視機。及後193的言論獲大量網民讚賞甚至一般觀眾的肯定，更令其Instagram的支持者於數天內飆升10萬，亦突顯觀眾對現時J2的節目播出安排極為不滿並失去興趣。曾志偉曾於三月受訪時向《後生仔傾吓偈》眾人派定心丸表示節目不會腰斬，但經過是次事件之後成為其中一個使《後》提早停播的導火線，最後於2021年10月1日深夜播出最後一集。
經過該年4月的事件之後，開始有部分市民稱呼無綫電視為「老人台」，揶揄無綫電視的節目只剩下年老觀眾收看，同時揶揄無綫為了收視率而自我侷限，不斷重用過去數十年以來受歡迎的橋段來製作劇集及綜藝節目，卻遺忘了年輕觀眾的需要，亦顯示了近年年輕觀眾拒絕收看無綫電視自製節目的現象。直至王祖藍明言要將數據取代收視率作為參考指標，才表示不再為收視率設限。而J2台及明珠台自該年8至9月開始重新為歐美電影及動畫節目提供粵語配音，希望藉此挽回年輕觀眾的信心。
另外，曾志偉亦稱早前曾向香港電視娛樂董事總經理魯庭暉提出能否「借」ViuTV旗下男子組合MIRROR成員姜濤（不是提出「邀請」姜濤），但魯卻一口拒絕，表示「遲啲再傾啦」（容後再談吧）。而曾則稱會採取開放態度，又舉例指郭偉亮、羅敏莊較早前亦曾亮相ViuTV，但都無需「過冷河」，暗指ViuTV不夠開放。而事實上，兩間電視台的支持者都異口同聲地對姜濤（或其他ViuTV藝人）亮相無綫節目表示強烈反對。

## 對紅色資本的爭議

### 引入共產黨員做大股東
2016年8月16日，香港政府宣布，行政長官會同行政會議批准無綫的申請，准許有「中國梅鐸」之稱的共產黨員黎瑞剛、「殼王」陳國強、黎瑞剛親信許濤和李寶安以《廣播條例》下「不符合持牌資格人士」的身份對無綫行使或繼續行使控制。親民主派媒體《蘋果日報》認為，此舉意味著讓共產黨員及紅色資本直接操控TVB。由於黎瑞剛的中共黨員身份，而事實上近一兩年愈來愈多來自中國大陸的新移民加入TVB的新聞主播和藝人行業，引發部分泛民主派以至本土派立法會議員質疑，指黎瑞剛等人加入董事會，將會削弱無綫新聞的獨立性。
黎瑞剛其後於2016年10月17日出任電視廣播有限公司董事局副主席，透過“Young Lion Holdings”間接持有電視廣播的股權，與主席陳國強及非執行董事陳文琦的配偶王雪紅，共持有電視廣播26%的股份。

### 憂慮中共操控TVB
2017年5月，香港證監會調查TVB一項商業回購計劃後，質疑有「中國梅鐸」之稱的共產黨員黎瑞剛才是TVB的大股東，以及猜測其背後另有「話事人」，引起公眾質疑及憂慮中共透過黎瑞剛操控TVB。證監會表示，集團現時最大單一股東“Young Lion Holdings”，但股權架構複雜，無綫被質疑借此隱瞞黎瑞剛實際大股東的身份，要求TVB交代大股東股權架構全部詳情，TVB表明對裁決提出司法覆核。
對此通訊局表示，十分關注證監會就TVB股權架構提供的相關文件可能帶出的規管事項，並已聘請御用大律師，審視TVB的股權架構是否符合《廣播條例》的要求、相關的牌照條款、無綫和相關人士向通訊局提交的法定聲明和具有法律效力的承諾書。

## 「抵制TVB運動」

### 起因
2019年6月，香港爆發反對逃犯條例修訂草案運動，無綫新聞被指報道明顯偏袒香港政府、建制派及香港警察一方，因此無綫電視被人稱為「CCTVB」，即中國中央電視台（CCTV）與無綫電視（TVB）的結合（China Central TeleVision Broadcast Limited）。
無綫被指屢次隱瞞不報政府醜聞，高層多番要求新聞部刪走對警方不利的片段，扭曲事情真相，引發大量市民不滿，在示威時大叫「無綫新聞，出賣港人」、「造假新聞，專呃市民」等口號，多個組織發起抵制行動，包括抵制tvb運動（页面存档备份，存于）及抵制tvb戰線 - 後備專頁（页面存档备份，存于），短時間內逾十萬人聯署支持抵制TVB運動。然而支持無綫新聞立場的大股東黎瑞剛認為網民發起抵制TVB廣告商的行動是「違法」行為，呼籲當局採取措施阻止。

### 廣告商撤回廣告及餐廳商店停止播放無綫電視頻道
2019年7月起，大量市民響應抵制tvb運動（页面存档备份，存于），並且發起多場行動抵制無綫電視，包括在將軍澳區遊行抗議無綫新聞報道偏頗，以罷買等方式抵制仍在無綫電視投放廣告的客戶商品（例如幸福醫藥、Hipp喜寶、美贊臣、uniqlo、SONY等），並大力支持已表態完全撤回在無綫投放廣告的商戶（如大塚製藥旗下饮品寶礦力水特、信诺保险、必勝客、匯豐等）及狙擊無綫在商場舉辦的活動等。
其後有政治團體發起7月21日到無綫總部的示威，但後被取消，改由7月28日舉行由民間發起在將軍澳區抗議無綫電視的示威。
廣告商擔心自己品牌形象受損、收到示威者攻擊、騷擾，以及遭市民抵制罷買，相繼有不同廣告商撤回於無綫電視投放的廣告，亦不再使用無綫旗下藝人代言產品。部分市民響應呼籲，包括拒絕光顧播放無綫節目或頻道的餐廳，進入餐廳及商店後如見到店內電視播放無綫的頻道（尤其無綫新聞台）後便即時大叫然後轉身離開，杯葛播放無綫節目的商店及商場，也有透過設有紅外線功能的智能手機搭配遙控軟件或直接使用「萬用遙控」為店內電視轉台，甚至做出恐嚇和頻繁騷擾等行為。不少餐廳和商戶陸續停止播放無綫，改為播放其他電視台節目，大多有響應轉台的商舖均改為播放ViuTV或Now新聞台，或改為重複播放網上媒體的新聞片段（亦有商戶選擇改為播放自家商品宣傳片段或關掉電視），擔心如仍繼續播放無綫電視的頻道將會被視為「藍店」及被杯葛甚至破壞。
不過自從抵制無綫廣告商的社交平台專頁被無綫發現及舉報，警方在2021年7月以“傳媒機構及其廣告商作出煽惑、暴力和恐嚇言論”而拘捕主張抵制TVB的臉書群組負責人。，其後無綫稱網民無差別網絡欺凌廣告客戶及藝人而到警察總部報案，令參與抵制的網民大幅減少。部分商戶及食肆逐漸恢復在其商店的電視機播映無綫頻道或節目。此外在慣性收視下，無綫廣告量方面仍然維持一定數量，廣告收入更在2020年增加31%，而2021年升16%。

### TVB商業活動屢次被逼取消
2019年7月起，市民多次踩場抗議，無綫電視之後連番取消原訂於商場舉行的活動，而該年度之香港小姐競選決賽之收視亦較2018年出現明顯下跌。
2020年9月15日，警方拘捕一名年約25歲的男子，為無綫電視的影帶調配助理，被揭發以職務之便在LIHKG討論區公開無綫內部文件的內容（包括活動詳情及出席職藝員名單）及在網上煽惑他人阻礙活動的順利進行。
2021年5月29日下午3時，歌唱選秀節目《聲夢傳奇》在荃新天地1期中庭舉行的宣傳活動「Citywalk 聲夢十強矚目誕生」，是無綫電視近兩年來順利舉辦的首個公開活動。

### 因政見問題藝人及員工遭雪藏或解約
自反對逃犯條例修訂草案運動起，無綫多名藝人及員工因對運動作出表態，或明示或暗示地批評警方或政府，結果同遭無綫雪藏或解除合約，包括李佳芯（一度被雪藏）、林秀怡（一度被雪藏）、林泳淘（被雪藏後一段時間後遭對方解約）等人。其中李綺雯於2020年4月宣佈離開，接受訪問時明確表示自己曾因政見問題，包括支持2019冠狀病毒病香港疫情期間醫護就封關問題罷工等事宜，被公司雪藏半年。
另外，鄭敬基也一直支持運動，曾經接受訪問時強調不與年輕人割席，又在社交平台聲援被警察槍擊導致失明的受傷少女及參與光復元朗活動，抗議警方未有正視7月21日晚的無差別襲擊，其後多名支持有關運動的TVB員工一同不獲無綫續約。鄭敬基其後表示，他只是在私人時間於社交平台所發表，是私人意見，希望公司能分清楚。
另外，即使幕後員工不需面向中國大陸市場及觀眾，亦有機會因為政見問題遭解約。

### 集體舉報電視城涉及僭建
將軍澳電視廣播城正門的巨型官方吉祥物TVBuddy塑像，被揭發為僭建物，Facebook用户「專業清算師」發動網民集體向屋宇署投訴，屋宇署其後證實TVBuddy塑像屬於僭建物。，之後更收到屋宇署的清拆令。

### 電視廣播有限公司大股東黎瑞剛罕有公開批評自己持有公司
電視廣播有限公司大股東、內地商人黎瑞剛接受《星島日報》專訪，罕有公開批評自己持有公司並非常不滿意其表現，包括管理團隊及節目老化、製作技術落後於內地、內部山頭林立。黎指出無綫收視率穩定，故認為網民發起抵制廣告商行動違法，導致部分廣告大客戶的廣告商開支「歸零」以及其他廣告收入顯著下跌，希望警方採取措施阻止。另外，黎認為公司未有引入先進的理念技術及設備，以及欠缺一些更有創意的節目，例如內地青年人的「創富故事」，使整體節目離年青觀眾愈來愈遠。再者，黎從言談間暗指時任董事局主席陳國強及時任董事局副主席兼集團行政總裁李寶安買入星美控股債券以及其他債券令公司蒙受重大損失。黎亦批評近年開拓的電商業務如Big Big Shop及myTV SUPER的業務體驗不佳，並認為應由專業團隊取代媒體高層管理。不過，黎提出邀請曾志偉、王祖藍兩人「回巢」改進本地節目為首要任務，所以從無意引入內地電視從業員加入公司。黎指出他作為股東及非執行董事，數年來沒有參與公司的具體運作，故管理層再洗牌後會更積極參與公司業務。不過，黎似乎未能洞悉無綫電視遭大量觀眾抵制的原因。因為黎在訪問中大讚新聞部捍衛了客觀公正的立場，並對記者、採訪車以及設備等生命財產遭破壞而感到十分痛心。

### 公司註冊民間批評的稱呼作為商標
2022年3月，有網民發現電視廣播有限公司旗下兩間子公司，在知識產權署商標註冊系統註冊了網民常嘲諷「CCTVB」及「Say No 4 TVB」兩個商標。Facebook專頁「思思 TVB 的二三事」認為事件是與趕絕他們的行為有關，日後成功註冊商標後，公司可以向Facebook及其他公司舉報。

## 對版權引發的爭議
2022年3月，影評人游大東報道電視廣播有限公司發出盈利警告，透露無綫於2021年共蝕逾6.4億。不過估計由於原帖文使用了無綫電視的台徽，因而被無綫檢舉及被刪除帖文。
而電視評論家方以文宣布觀眾在民間電視大獎2021「民選最佳女主角」得獎者為李佳芯時亦懷疑因在帖文中使用了無綫劇集《智能愛人》角色「阿寶」的造型照而被無綫檢舉，及後方以文重新發佈有關帖文，只顯示得獎者姓名而沒有使用劇照。